# Pietro Speranza

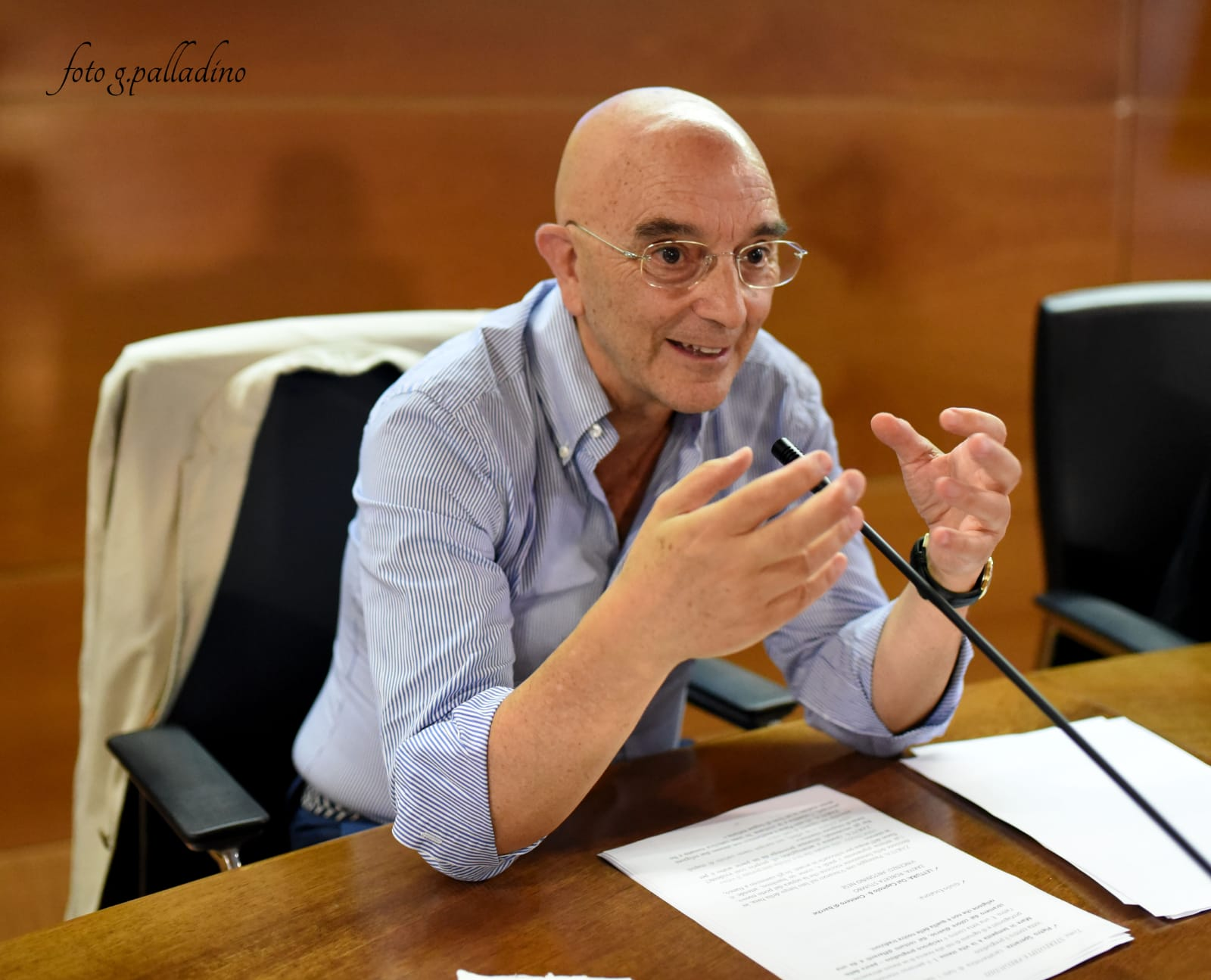
Pietro Speranza

Pietro Speranza (Vallo della Lucania, 7 luglio 1951) è uno scrittore italiano.

## Biografia
Pietro Speranza ha conseguito la laurea in medicina e chirurgia presso l'Università Federico II di Napoli nel 1976, specializzandosi successivamente in pediatria, nel 2001 ha vinto il concorso di direttore dell'U.O.C. di pediatria e neonatologia dell'ASL SA 3, posizione che ha mantenuto per circa venti anni.
Nel 2009 ha avuto il suo debutto letterario con il romanzo storico intitolato "La rivoluzione nel cuore”. Con le sue opere letterarie ha affrontato tematiche profonde e coinvolgenti, riuscendo a trasmettere emozioni e riflessioni, e ha avuto riconoscimenti in alcuni importanti premi letterari.

## Opere
- 2009 - La rivoluzione nel cuore, Eli Medica
- 2015 - Ho bisogno di un miracolo, Leone Editore
- 2016 - Amami ancora, Leone Editore
- 2017 - Una vita per due, Leone Editore
- 2018 - Mare in tempesta, Leone Editore

### Romanzi del commissario Francesco Di Matteo
- 2020 - Il peccato, Leone Editore
- 2021 - Io credo, Leone Editore
- 2022 - Io vivo, Leone Editore
- 2023 - Il papavero bianco, Leone Editore
- 2025 - Il cabinato scomparso, Leone Editore

## Riconoscimenti
- Premio Letterario Internazionale Montefiore, V Edizione 2015 [3]
- Premio Letterario Internazionale Firenze Capitale d'Europa, XVIII Edizione 2015 [4]
- Premio Letterario Nazionale Un libro amico per l'inverno, X Edizione 2016 [5]
- Premio Letterario Nazionale Un libro amico per l'inverno, XI Edizione 2017 [6]
- Premio Nazionale Il Golfo, XXV Edizione 2019 [7]
- Premio Internazionale Città di Arce, V Edizione 2022 [8]